# 竜池村 (静岡県)
竜池村（りゅうちむら）は静岡県の西部、浜名郡に属していた村である。
現在の浜松市浜名区南東部、天竜川右岸にあたる。もともと天竜川左岸の豊田郡に属していたが、天竜川の流路の変更により右岸の浜名郡に所属郡が変更となった。

## 地理
- 河川：天竜川

## 歴史
- 1889年（明治22年）4月1日 - 町村制の施行により、豊田郡上善地村・永島村・高薗村・新野村・新堀村・八幡村・上善地新田および善地村の大部分の区域を持って成立。
- 1896年（明治29年）4月1日 - 郡制の施行により、所属郡が浜名郡に変更。
- 1951年（昭和26年）4月1日 - 北浜村に編入。同日竜池村廃止。

## 交通

### 鉄道路線
村域に鉄道路線はないが、遠州鉄道遠州小林駅が至近に所在する。